# Fulgoridae

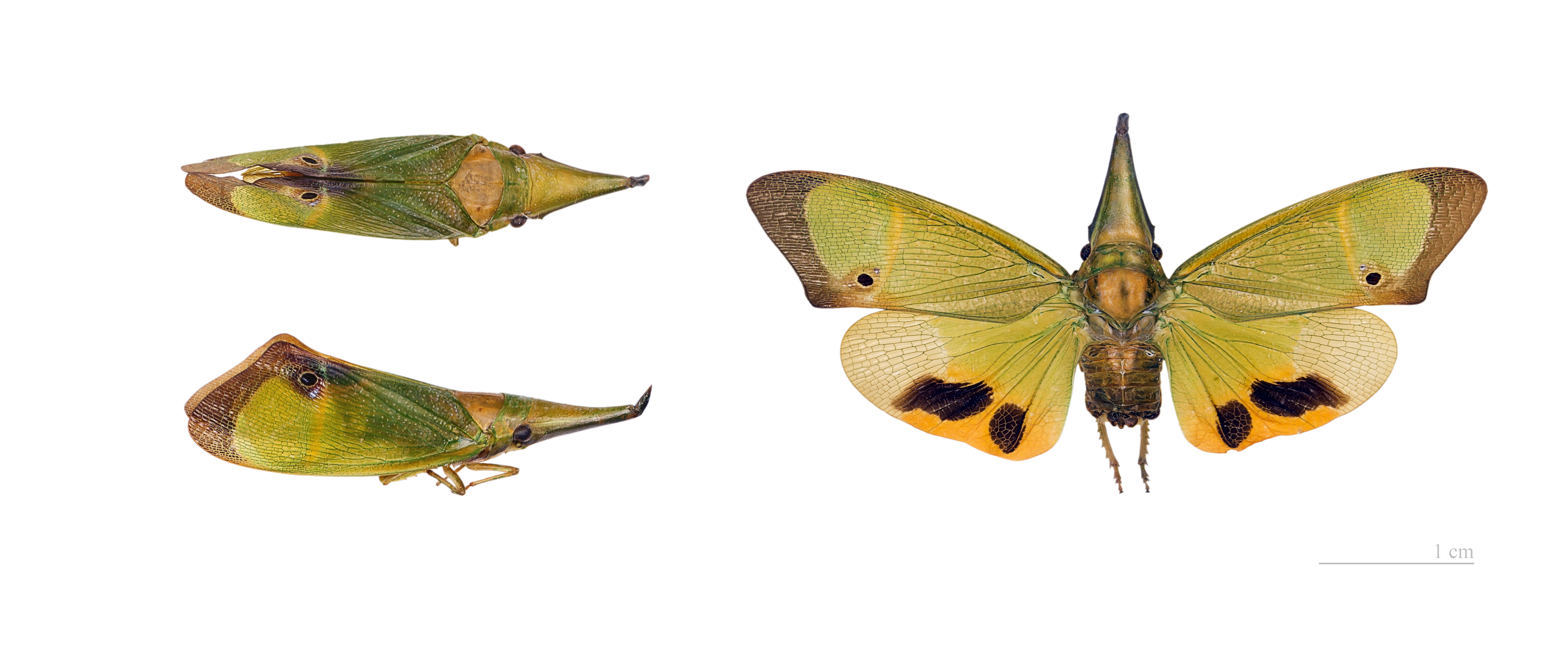
Fulgorinae Odontoptera carrenoi

I Fulgoridi (Fulgoridae Latreille, 1807?) sono una Famiglia comprendente insetti dell'Ordine dei Rincoti Omotteri, Superfamiglia dei Fulgoroidei.

## Nomenclatura zoologica
L'indicazione dell'Autore è incerta, in quanto differenti fonti attribuiscono una diversa paternità alla descrizione della famiglia e con date non uniformemente citate:
- alcune fonti indicano come Autore LATREILLE[1][2].
- Altre fonti attribuiscono la paternità della descrizione a DUMÉRIL[3][4].

## Descrizione
I Fulgoridi sono insetti di medie o grandi dimensioni, dal corpo lungo oltre un centimetro. L'aspetto bizzarro della conformazione del capo di molte specie e le livree spesso appariscenti per i colori e disegni vivaci, conferiscono a questa famiglia una certa spettacolarità sotto l'aspetto morfologico.
Il capo è provvisto di due ocelli disposti sotto gli occhi e lateralmente rispetto alle carene laterali e antenne con flagello filiforme e non segmentato. Come nella generalità dei Fulgoroidei, i due articoli prossimali sono vistosamente ingrossati. Il rostro ha il segmento terminale più lungo che largo.  Il carattere morfologico più evidente nella generalità della famiglia è il marcato prolungamento della regione fronto-clipeale in un vistoso processo, in alcuni generi di particolare lunghezza, generalmente rivolto verso l'alto.
Le ali anteriori hanno la regione costale priva di nervature trasversali e la superficie del clavo priva di granulazioni e percorsa da numerose vene trasversali. La sutura clavale non incontra il margine anale delle ali anteriori, perciò il clavo è aperto posteriormente. In fase di riposo sono ripiegate a tetto sull'addome. Le ali posteriori hanno un aspetto reticolato nella regione anale per la presenza di numerose vene trasversali. Questo carattere è importante ai fini della determinazione sistematica della famiglia.
Le zampe presentano, come in tutti i Fulgoroidei, le coxe allungate. Quelle posteriori hanno il secondo tarsomero poco sviluppato e terminante con una corona di denti.

## Sistematica
La famiglia comprende 570 specie ripartite in circa 110 generi e distribuite in otto sottofamiglie.